# Bolívar tartomány (Ecuador)
Bolívar Ecuador egyik tartománya, amelynek székhelye Guaranda. A tartomány legnagyobb részén az éghajlat hűvös, szavanna, de az alacsonyabban fekvő hegylábaknál meleg, trópusi az éghajlat.

## Kantonok
A tartományban 7 kanton van.
| Kanton     | Népesség (2001) | Terület (km²) | Székhely   |
| ---------- | --------------- | ------------- | ---------- |
| Caluma     | 11,074          | 175           | Caluma     |
| Chillanes  | 18,685          | 655           | Chillanes  |
| Chimbo     | 15,005          | 262           | Chimbo     |
| Echeandía  | 10,951          | 230           | Echeandía  |
| Guaranda   | 81,643          | 1,888         | Guaranda   |
| Las Naves  | 5,265           | 147           | Las Naves  |
| San Miguel | 26,747          | 570           | San Miguel |